# 1973
1973. је била проста година.

## Догађаји

### Јануар
- 1. јануар — Уједињено Краљевство, Република Ирска и Данска су постале чланице Европске заједнице.
- 27. јануар — Потписивањем Париског мировног уговора ступило је примирје у Вијетнамском рату и окончано војно ангажовање САД у тој земљи.

### Фебруар
- 11. фебруар — Пуштени су први амерички ратни заробљеници из Вијетнамског рата.
- 21. фебруар — Израелски ловац је оборио либијски путнички авион који је случајно улетео у ваздушни простор под контролом Израела, усмртивши 108 особа.

### Март
- 29. март — Последње америчке борбене трупе су напустиле Јужни Вијетнам.

### Април
- 5. април — Лансирана је сонда Пионир 11.

### Мај
- 11. мај — Успостављени дипломатски односи Савезне Републике Немачке и Демократске Републике Немачке, чиме је окончано раздобље непризнавања ДР Немачке као суверене државе.

### Јун
- 1. јун — Председник грчке војне владе Јоргос Пападопулос укинуо монархију и прогласио републику.

### Јул
- 10. јул — Бахамска острва су стекла независност у оквиру Британског Комонвелта, после 190 година британске колонијалне владавине.
- 17. јул — У Авганистану је проглашена република након војног удара којим је прекинута четрдесетогодишња владавина краља Мохамеда Захир Шаха.
- 29. јул — Грци се на референдуму, који је расписала војна хунта, изјаснили за укидање монархије.

### Август
- 15. август — Окончано је америчко бомбардовање Камбоџе према одредбама Кејс-Черчовог амандмана који је забранио војне операције у Лаосу, Камбоџи и Северном и Јужном Вијетнаму након Париских мировних преговора.

### Септембар
- 11. септембар — Војним пучем у Чилеу оборен је председник Салвадор Аљенде и на власт је дошла војна хунта на челу са генералом Аугустом Пиночеом.

### Октобар
- 6. октобар — Нападом Египта и Сирије на израелске положаје на источној обали Суецког канала и на Голанској висоравни почео је Јомкипурски рат.
- 10. октобар — Спиро Егњу подноси оставку на место потпредседника Сједињених Држава, а затим пред савезним судом у Балтимору не оспорава оптужбе за утају пореза на доходак од 29.500 долара које је добио 1967. године, док је био гувернер Мериленда.  Кажњен је са 10.000 долара и стављен на 3 године условно.

### Новембар
- 17. новембар — биле су демонстрације у Грчкој против војне хунте која је била на власти. Значајну улогу имала је организација „Седамнаести новембар“.

### Децембар
- 3. децембар — Сонда Пионир 10 је послала на Земљу прве слике Јупитера из близине.
- 6. децембар — Представнички дом Сједињених Држава након гласања потврђује Џералда Форда као потпредседника САД; он је положио заклетву истог дана.

## Рођења

### Јануар
- 3. јануар — Вук Рашовић, српски фудбалер и фудбалски тренер[1]
- 9. јануар — Стево Глоговац, српски фудбалер и фудбалски тренер[2]
- 9. јануар — Шон Пол, јамајкански музичар и музички продуцент
- 11. јануар — Рокмонд Данбар, амерички глумац[3]
- 14. јануар — Ђанкарло Физикела, италијански аутомобилиста, возач Формуле 1
- 17. јануар — Куаутемок Бланко, мексички фудбалер и политичар[4]
- 19. јануар — Карен Ланком, француска порнографска глумица (прем. 2005)[5]
- 20. јануар — Мирослав Берић, српски кошаркаш
- 22. јануар — Рожерио Сени, бразилски фудбалски голман и фудбалски тренер[6]
- 26. јануар — Брендан Роџерс, северноирски фудбалер и фудбалски тренер[7]
- 27. јануар — Ђани, српски певач
- 28. јануар — Катарина Кресал, словеначка правница и политичарка
- 30. јануар — Џејлен Роуз, амерички кошаркаш[8]
- 31. јануар — Порша де Роси, аустралијско-америчка глумица и модел[9]

### Фебруар
- 1. фебруар — Јуриј Ландман, холандски музичар
- 1. фебруар — Сара Маклауд, аустралијска музичарка
- 4. фебруар — Оскар де ла Хоја, амерички боксер[10]
- 6. фебруар — Мирослав Радошевић, српски кошаркаш и кошаркашки тренер[11]
- 11. фебруар — Варг Викернес, норвешки музичар, писац и убица
- 12. фебруар — Тара Стронг, канадско-америчка глумица[12]
- 14. фебруар — Тајус Едни, амерички кошаркаш и кошаркашки тренер[13]
- 17. фебруар — Горан Буњевчевић, српски фудбалер (прем. 2018)[14]
- 18. фебруар — Клод Макелеле, француски фудбалер и фудбалски тренер[15]
- 26. фебруар — Оле Гунар Солшер, норвешки фудбалер и фудбалски тренер
- 27. фебруар — Горан Вујевић, српски одбојкаш[16]

### Март
- 1. март — Крис Вебер, амерички кошаркаш[17]
- 2. март — Дејан Бодирога, српски кошаркаш[18]
- 6. март — Мајкл Финли, амерички кошаркаш[19]
- 7. март — Ендру Хејг, енглески редитељ, сценариста и продуцент[20]
- 8. март — Далибор Андонов Гру, српски хип хоп музичар и ди-џеј (прем. 2019)[21]
- 10. март — Ева Херцигова, чешки модел и глумица[22]
- 11. март — Томаш Жонса, пољски фудбалер
- 13. март — Едгар Давидс, холандски фудбалер и фудбалски тренер[23]
- 13. март — Дејвид Дрејман, амерички музичар, најпознатији као члан групе
- 13. март — Ненад Пуљезевић, српско-мађарски рукометни голман[24]
- 13. март — Боби Џексон, амерички кошаркаш и кошаркашки тренер[25]
- 14. март — Предраг Пажин, бугарски-српски фудбалер и фудбалски тренер[26]
- 18. март — Миранда Силвергрен, шведска музичарка и музичка продуценткиња
- 20. март — Џејн Марч, енглеска глумица и модел[27]
- 23. март — Џејсон Кид, амерички кошаркаш и кошаркашки тренер
- 23. март — Милорад Мажић, српски фудбалски судија[28]
- 24. март — Џим Парсонс, амерички глумац[29]
- 25. март — Михаела Дорфмајстер, аустријска алпска скијашица[30]
- 26. март — Ивица Краљ, српски фудбалски голман[31]
- 26. март — Лари Пејџ, амерички информатичар и предузетник
- 29. март — Марк Овермарс, холандски фудбалер[32]
- 30. март — Јан Колер, чешки фудбалер

### Април
- 1. април — Кристијано Дони, италијански фудбалер[33]
- 2. април — Розлин Санчез, порториканска глумица, музичарка и модел[34]
- 3. април — Џени Гарт, америчка глумица[35]
- 5. април — Фарел Вилијамс, амерички музичар, музички продуцент и модни дизајнер[36]
- 7. април — Марко Делвекио, италијански фудбалер[37]
- 10. април — Роберто Карлос, бразилски фудбалер и фудбалски тренер[38]
- 11. април — Васа Мијић, српски одбојкаш[39]
- 12. април — Кристијан Панучи, италијански фудбалер и фудбалски тренер[40]
- 14. април — Роберто Ајала, аргентински фудбалер[41]
- 14. април — Ејдријен Броди, амерички глумац[42]
- 15. април — Теди Лучић, шведски фудбалер и фудбалски тренер
- 16. април — Ејкон, америчко-сенегалски музичар, музички продуцент и глумац[43]
- 17. април — Зоран Јовичић, српски фудбалер[44]
- 18. април — Хаиле Гебрселасије, етиопски атлетичар
- 21. април — Марко Булат, српски певач
- 27. април — Сања Малетић, српска певачица[45]
- 28. април — Паулета, португалски фудбалер[46]
- 30. април — Александар Срећковић, српски глумац[47]

### Мај
- 6. мај — Дејан Томашевић, српски кошаркаш[48]
- 9. мај — Драган Тарлаћ, српски кошаркаш[49]
- 16. мај — Тори Спелинг, америчка глумица и списатељица[50]
- 17. мај — Саша Александер, америчко-српска глумица[51]
- 21. мај — Марјан Живковић, српски фудбалер и фудбалски тренер[52]
- 24. мај — Драган Бајић, босанскохерцеговачки фудбалер, кошаркаш и кошаркашки тренер[53]
- 24. мај — Руслана, украјинска певачица[54]
- 24. мај — Владимир Шмицер, чешки фудбалер[55]
- 25. мај — Моли Симс, америчка глумица и модел[56]

### Јун
- 1. јун — Хајди Клум, немачки модел[57]
- 2. јун — Влада Вукоичић, српски кошаркашки тренер
- 3. јун — Драгица Јовановић, француска порнографска глумица[58]
- 6. јун — Кораима Торес, венецуеланска глумица[59]
- 8. јун — Стипе Дрвиш, хрватски боксер
- 8. јун — Луција Шербеџија, хрватска глумица и модел[60]
- 12. јун — Такис Фисас, грчки фудбалер[61]
- 14. јун — Светлана Ражнатовић, српска певачица[62]
- 15. јун — Грег Вон, амерички глумац[63]
- 17. јун — Леандер Паес, индијски тенисер[64]
- 18. јун — Реј Ламонтејн, амерички музичар[65]
- 19. јун — Надија, француска музичарка[66]
- 21. јун — Иван Аџић, српски фудбалер и фудбалски тренер[67]
- 21. јун — Џулијет Луис, америчка глумица и музичарка[68]
- 25. јун — Небојша Илић, српски глумац[69]
- 25. јун — Зоран Његуш, српски фудбалер и фудбалски тренер[70]
- 28. јун — Алберто Берасатеги, шпански тенисер[71]
- 28. јун — Дамир Чакар, црногорски фудбалер[72]

### Јул
- 3. јул — Патрик Вилсон, амерички глумац и музичар[73]
- 4. јул — Владе Јовановић, српски кошаркаш и кошаркашки тренер
- 4. јул — Тони Поповић, аустралијски фудбалер и фудбалски тренер[74]
- 5. јул — Исидора Минић, српска глумица[75]
- 12. јул — Кристијан Вијери, италијански фудбалер[76]
- 14. јул — Али Багет, амерички модел
- 19. јул — Александар Билановић, српско-аргентински пустолов и путописац
- 19. јул — Аилтон Гонсалвес да Силва, бразилски фудбалер[77]
- 23. јул — Кетрин Хан, америчка глумица и комичарка[78]
- 24. јул — Анастасија Мандић, српска глумица[79]
- 24. јул — Јоан Мику, француски фудбалер[80]
- 24. јул — Милан Томић, српско-грчки кошаркаш и кошаркашки тренер
- 26. јул — Кејт Бекинсејл, енглеска глумица[81]
- 29. јул — Стивен Дорф, амерички глумац[82]
- 30. јул — Тунџи Авоџоби, нигеријски кошаркаш[83]
- 31. јул — Абдул Азиз ел Катран, фудбалер из Саудијске Арабије[84]

### Август
- 3. август — Стивен Грејам, енглески глумац[85]
- 3. август — Никос Дабизас, грчки фудбалер[86]
- 6. август — Ејжа Карера, америчка порнографска глумица[87]
- 6. август — Вира Фармига, америчка глумица, режисерка и филмска продуценткиња[88]
- 9. август — Филипо Инзаги, италијански фудбалер[89]
- 10. август — Хавијер Занети, аргентински фудбалер
- 12. август — Марк Јулијано, италијански фудбалер и фудбалски тренер[90]
- 14. август — Владимир Вујасиновић, српски ватерполиста и ватерполо тренер
- 14. август — Џеј-Џеј Окоча, нигеријски фудбалер[91]
- 15. август — Небојша Крупниковић, српски фудбалер[92]
- 19. август — Марко Матераци, италијански фудбалер и фудбалски тренер
- 21. август — Сергеј Брин, руско-амерички информатичар и предузетник
- 22. август — Кристен Виг, америчка глумица, комичарка, сценаристкиња и продуценткиња[93]

### Септембар
- 2. септембар — Саво Милошевић,  српски фудбалер и фудбалски тренер[94]
- 3. септембар — Дејмон Стодемајер, амерички кошаркаш и кошаркашки тренер[95]
- 4. септембар — Миодраг Пантелић, српски фудбалер[96]
- 4. септембар — Холи Сампсон, америчка порнографска глумица[97]
- 4. септембар — Џејсон Дејвид Френк, амерички глумац и мајстор борилачких вештина (прем. 2022)[98]
- 5. септембар — Роуз Макгауан, америчка глумица, списатељица, активисткиња и модел[99]
- 6. септембар — Никола Грбић, српски одбојкаш и одбојкашки тренер[100]
- 6. септембар — Карло Кудичини, италијански фудбалски голман[101]
- 6. септембар — Грег Руседски, енглеско-канадски тенисер
- 7. септембар — Шенон Елизабет, америчка глумица и модел[102]
- 9. септембар — Петар Трбојевић, српски ватерполиста[103]
- 12. септембар — Пол Вокер, амерички глумац (прем. 2013)[104]
- 13. септембар — Фабио Канаваро, италијански фудбалер и фудбалски тренер[105]
- 14. септембар — Ендру Линкон, енглески глумац[106]
- 14. септембар — Нас, амерички хип-хоп музичар[107]
- 16. септембар — Александар Винокуров, казахстански бициклиста
- 17. септембар — Демис Николаидис, грчки фудбалер[108]
- 18. септембар — Марио Жардел, бразилски фудбалер[109]
- 18. септембар — Џејмс Марсден, амерички глумац, музичар и модел[110]
- 22. септембар — Иван Зарић, српски глумац[111]
- 23. септембар — Јоргос Лантимос, грчки редитељ, сценариста, продуцент и фотограф[112]
- 25. септембар — Бриџет Вилсон, америчка глумица, музичарка и модел[113]

### Октобар
- 2. октобар — Верка Сердјучка, украјински музичар и хумориста
- 3. октобар — Данијела Врањеш, српска глумица[114]
- 3. октобар — Нев Кембел, канадска глумица[115]
- 3. октобар — Лина Хиди, енглеска глумица[116]
- 4. октобар — Алесандро Цан, италијански политичар и активиста
- 6. октобар — Јоан Грифид, велшки глумац[117]
- 7. октобар — Дида, бразилски фудбалски голман[118]
- 7. октобар — Сами Хипије, фински фудбалер и фудбалски тренер
- 12. октобар — Ивана Станковић, српски модел
- 18. октобар — Михалис Капсис, грчки фудбалер[119]
- 22. октобар — Андрес Палоп, шпански фудбалски голман и фудбалски тренер[120]
- 24. октобар — Венсан Кандела, француски фудбалер[121]
- 26. октобар — Сет Макфарлан, амерички глумац, аниматор, режисер и музичар[122]
- 28. октобар — Александар Станојевић, српски фудбалер и фудбалски тренер[123]
- 29. октобар — Робер Пирес, француски фудбалер
- 30. октобар — Адам Копланд, канадски глумац и рвач[124]

### Новембар
- 1. новембар — Роберт Лукетић, аустралијски редитељ[125]
- 1. новембар — Ајшварија Рај, индијска глумица и модел, Мис света (1994)[126]
- 4. новембар — Бојан Димитријевић, српски глумац[127]
- 9. новембар — Зисис Вризас, грчки фудбалер[128]
- 10. новембар — Патрик Бергер, чешки фудбалер[129]
- 12. новембар — Рада Мичел, аустралијска глумица[130]
- 18. новембар — Дарко Ковачевић, српски фудбалер[131]
- 29. новембар — Рајан Гигс, велшки фудбалер и фудбалски тренер

### Децембар
- 2. децембар — Моника Селеш, америчко-југословенска тенисерка[132]
- 2. децембар — Јан Улрих, немачки бициклиста
- 3. децембар — Холи Мари Коумс, америчка глумица и ТВ продуценткиња[133]
- 4. децембар — Тајра Бенкс, америчка глумица, продуценткиња, списатељица, певачица и модел[134]
- 4. децембар — Фери Корстен, холандски ди-џеј и музички продуцент
- 10. децембар — Габријела Спаник, венецуеланска глумица[135]
- 10. децембар — Данијела Спаник, венецуеланска глумица, модел и ТВ водитељка[136]
- 14. децембар — Небојша Богавац, црногорски кошаркаш и кошаркашки тренер
- 16. децембар — Мариза, португалска фадо музичарка[137]
- 17. децембар — Рајан Џонсон, амерички редитељ, сценариста и продуцент[138]
- 19. децембар — Врбица Стефанов, македонски кошаркаш и кошаркашки тренер
- 19. децембар — Кибу Стјуарт, амерички кошаркаш[139]
- 24. децембар — Стефени Мајер, америчка књижевница
- 24. децембар — Игор Михајловски, македонски кошаркаш и кошаркашки тренер[140]

## Смрти

### Јануар
- 22. јануар — Линдон Џонсон, 36. председник САД[141]

### Април
- 8. април — Пабло Пикасо, шпански сликар (*1881).

### Мај
- 21. мај — Иван Коњев, маршал Совјетског Савеза[142]

### Јун
- 10. јун — Ерих фон Манштајн, немачки фелдмаршал

### Јул
- 2. јул — Фердинанд Шернер, немачки фелдмаршал

### Август
- 6. август — Фулгенсио Батиста, кубански генерал и диктатор[143]
- 31. август — Џон Форд, амерички редитељ (* 1875).[144]

### Септембар
- 2. септембар — Џ. Р. Р. Толкин, енглески књижевник
- 2. септембар — Пабло Неруда, чилеански књижевник и добитник Нобелове награде (* 1904).
- 11. септембар — Салвадор Аљенде, чилеански политичар

### Октобар
- 2. октобар — Паво Нурми, фински атлетичар 9-оструки Олимпијски победник (*1897).[145]
- 25. октобар — Абебе Бикила, етиопски атлетичар. (*1932).[146]
- 26. октобар — Семјон Буђони, маршал Совјетског Савеза

### Децембар
- 1. децембар — Давид Бен-Гурион, израелски политичар
- 23. децембар — Џерард Кајпер, америчко-холандски астроном

## Нобелове награде
- Физика — Лео Есаки (江崎 玲於奈) и Ивар Гијавер; Брајан Дејвид Џозефсон
- Хемија — Ернст Ото Фишер и Џефри Вилкинсон
- Медицина — Карл фон Фриш, Конрад Лоренц и Николас Тинберген
- Књижевност — Патрик Вајт
- Мир — Државни секретар САД Хенри Кисинџер (САД) и министар Ле Дук То (Вијетнам; одбио)
- Економија — Василиј Леонтијев (САД)